# Dypsis procera
Dypsis procera – gatunek palmy z rzędu arekowców (Arecales). Występuje endemicznie na Madagaskarze, w prowincji Toamasina.
Rośnie w bioklimacie wilgotnym. Występuje na wysokości do 500–1000 m n.p.m.